# Martin Van Buren
Martin Van Buren (Kinderhook, Nueva York; 5 de diciembre de 1782-Kinderhook, 24 de julio de 1862) fue un abogado, estadista y político estadounidense que se desempeñó como el octavo presidente de los Estados Unidos (1837-1841). Uno de los fundadores del partido demócrata, Van Buren fue el noveno gobernador del estado de New York, el décimo Secretario de Estado de los Estados Unidos, y el octavo Vicepresidente de los Estados Unidos. Ganó las elecciones presidenciales de Estados Unidos de 1836 con el apoyo del presidente previo Andrew Jackson y la fuerte organización política del partido demócrata. Perdió la reelección del año 1840 contra William Henry Harrison por causa de la pobre economía causada en gran parte por el pánico de 1837. Después en su vida llegó a ser una figura importante para la causa en contra de la esclavitud y apoyo al partido "Free Soil Party" (Partido de Tierra Libre) en 1848. 
Van Buren fue el primer presidente de origen no británico en la historia del país, ya que su familia era exclusivamente de origen neerlandés. Fue el primer presidente en nacer como ciudadano estadounidense ya que sus antecesores habían nacido como súbditos británicos antes de la Revolución estadounidense. Asimismo, fue el único presidente que no tuvo el inglés como su lengua materna, siendo ésta el neerlandés, y el primer presidente nacido en el estado de Nueva York.

## Primeros años y educación
Martin Van Buren nació el 5 de diciembre de 1782 en el pueblo de Kinderhook, en el estado de Nueva York.
Su padre, Abraham van Buren, fue descendiente de Cornelis Maessen, un nativo de Buurmalsen que emigró a Nueva Neerlandia en 1631 y compró un terreno en la isla de Manhattan. Abraham van Buren había sido un patriota durante la revolución estadounidense. Era dueño de una posada en Kinderhook y sirvió como secretario de ayuntamiento por varios años. En 1776, se casó con Maria Hoes (también Goes) Van Alen (1746-1818) en el pueblo de Kinderhook, quien también era holandesa y viuda del señor Johannes Van Alen (1744-1773). Ella tenía tres hijos de su primer matrimonio, incluyendo al futuro congresista James I. Van Alen. Su segundo matrimonio produjo cinco hijos de los cuales Martin fue el tercero.
Van Buren recibió una educación básica en la escuela local y brevemente estudió latín en la academia de Kinderhook y en el seminario de Washington en Claverack, Nueva York. Su lengua materna fue el neerlandés y llegó a aprender el inglés en la escuela. Hasta la fecha, es el único presidente del cual el inglés no fue su primer idioma. Su trabajo en la posada de su padre lo llevó a estar expuesto a gente de una variedad de grupos étnicos y de clase. Su educación formal terminó en 1796. En ese año empezó a trabajar como escribiente en el despacho del abogado Peter Silvester y su hijo Francis. Ahí empezó a estudiar Derecho de forma autodidacta. Consiguió ser admitido como abogado en el Estado de Nueva York en 1803. Desempeñó esta profesión con gran éxito durante veinticinco años.

## Carrera política
Paralelamente a sus actividades como jurista, inició a partir de 1812 una carrera en la política, que lo llevó del Senado del Estado de Nueva York (1812-1820) al de los Estados Unidos (1821-1828), y a un puesto de ministro de Asuntos Exteriores en el gobierno de Andrew Jackson, antes de convertirse en su vicepresidente a lo largo del segundo mandato.
A pesar de no haber recibido especial reconocimiento en ninguno de los cargos desempeñados, Martin Van Buren demostró una especial sensibilidad hacia la política, puesto que consiguió obtener numerosos apoyos y, especialmente, consiguió convertirse en la mano derecha del presidente Andrew Jackson. En su biografía se vanagloria de haber sido capaz de mantener la calma frente a los insultos de sus adversarios políticos, lo que de ningún modo le impidió tomarse más adelante la revancha. Era muy hábil a la hora de negociar. Fue así como propuso, para poder integrar Florida en la Unión, prohibir la importación de nuevos esclavos, manteniendo sin embargo a los que ya había; esta postura complacía tanto a los estados del sur, partidarios de la esclavitud como a los del norte, antiesclavistas.
Fortalecido por su experiencia, de 1833 a 1836, como vicepresidente junto a Andrew Jackson, Martin Van Buren se presentó a las elecciones presidenciales de 1836 como candidato presidencial del Partido Demócrata, representante de la continuidad, y resultó elegido fundamentalmente gracias al apoyo de su predecesor. Uno de los principales puntos de su programa era la oposición a que existiera un gobierno federal fuerte, por lo que consecuentemente defendía el derecho de cada Estado a decidir su propia política. La oposición entre los partidarios y los adversarios del federalismo será uno de los puntos sensibles en la vida política de su época. Será elegido con amplia mayoría el 7 de diciembre de 1836.

### Presidencia

#### 1837
El 4 de marzo tuvo lugar la investidura de Martin Van Buren como octavo Presidente de los Estados Unidos.
El 4 de septiembre, enfrentado a la crisis económica mundial de 1837, Van Buren no consiguió que el país la superara. Los críticos de la oposición hicieron que su partido perdiera muchos de los puestos en las elecciones intermedias.

#### 1839
Consiguió apaciguar la tensión entre los británicos y los estadounidenses en lo relativo al trazado de la frontera entre Canadá y Estados Unidos, gracias a un acercamiento diplomático, aunque esta postura lo enemistó con los que eran partidarios de utilizar la fuerza.

#### 1840
El 31 de marzo, Decreto presidencial que instituye la jornada laboral de diez horas para todos los obreros que trabajaban con contratos federales. La duración media estimada de la jornada de trabajo era en aquella época de 11,4 horas.
El 4 de julio, el Congreso votó por fin, tras un debate que duraba años, una ley que permitía crear un Banco Central bajo control federal.

#### Política exterior
En Canadá aparecieron movimientos separatistas contra el dominio del Reino Unido. Estos rebeldes se vieron apoyados logísticamente por los estadounidenses, que les proporcionaron, entre otras cosas, armas. Las tropas canadienses atacaron los navíos que usaban los Grandes Lagos para ese tráfico. A pesar de que muchos estadounidenses deseaban que hubiera guerra contra Canadá, Van Buren envió tropas para asegurarse de que, por parte estadounidense, no hubiese provocaciones. Se consiguió evitar el conflicto armado.

#### Política interior
El pánico se apoderó de la economía estadounidense en 1837, puesto que cada uno de los Estados imprimió su propio papel moneda, mientras que el gobierno federal negociaba con oro y plata. La inflación superó el 20%. De por sí, en esas condiciones resultaba difícil enderezar el rumbo de la economía, pero además Van Buren, que estaba convencido de que no es tarea del gobierno federal intervenir en los negocios privados, decidió no hacer nada. Solo al final de su mandato propondrá la creación de un Banco Central Federal.

#### Política sobre derechos civiles, minorías e inmigración
Van Buren heredó la decisión de Andrew Jackson sobre la expulsión de los indios cherokee de Georgia y nada hizo para impedir su ejecución. Emprendió una guerra contra los indios seminola para forzarlos a evacuar los estados de la Costa Este (ver guerras indias). La expulsión forzosa de las tribus indias y su marcha hacia el oeste se conoce como el «camino de lágrimas» y ocasionó la muerte de la cuarta parte de los indios cherokee.

#### Política de partido
Tras la elección de 1836, Van Buren se presentó con el apoyo y el carisma de su predecesor, Andrew Jackson, contra candidatos del recientemente creado Partido Whig. Consiguió ser elegido sin grandes dificultades. En 1840, en cambio, su reputación estaba de capa caída debido a los problemas económicos, y el candidato del Partido Whig que se le oponía, William Henry Harrison, llevó una campaña electoral como las que se desarrollan en nuestros días: carteles y banderas, distribución de objetos con la efigie del candidato, eslóganes de campaña, y llegó incluso a expandir rumores acerca de las preferencias sexuales de su contrincante. Van Buren perdió las elecciones.

### Fin de su vida política
Martin Van Buren prosiguió su actividad política después de su presidencia. No consiguió ser el candidato del Partido Demócrata en las elecciones de 1844 al oponerse a la extensión de la esclavitud y a la entrada de Texas en la Unión, lo que abría la posibilidad de entrar en guerra con México. Se presentó incluso en 1848, pero su partido Free Soil Party, disidente de los demócratas, no consiguió obtener ni uno solo de los grandes electores.
Murió el 24 de julio de 1862 en su ciudad natal, a causa de una insuficiencia cardíaca causada por un tipo de asma.
Fue enterrado en el cementerio de kinderhook.